# Chauvirey-le-Vieil
Chauvirey-le-Vieil ist eine Gemeinde im französischen Département Haute-Saône in der Region Bourgogne-Franche-Comté.

## Geographie
Chauvirey-le-Vieil liegt auf einer Höhe von 310 m über dem Meeresspiegel, dreieinhalb Kilometer südlich von Vitrey-sur-Mance und etwa 35 Kilometer westnordwestlich der Stadt Vesoul (Luftlinie). Das Dorf erstreckt sich im nordwestlichen Teil des Departements, auf einem Vorsprung über der Einmündung des Ruisseau de Gailley in die Ougeotte, in den östlichen Ausläufern des Plateaus von Langres.
Die Fläche des 3,37 km² großen Gemeindegebiets umfasst einen Abschnitt des Plateaus von Langres westlich des oberen Saônetals. Die nördliche Grenze verläuft im Allgemeinen entlang der Ougeotte, die für die Entwässerung zur Saône sorgt. Die flache Talaue ist meist weniger als 500 Meter breit und liegt durchschnittlich auf 250 m. Nach Süden erstreckt sich das Gemeindeareal auf den Vorsprung von Chauvirey-le-Vieil und bis in den angrenzenden Bois de l'Hourie, in dem mit 341 m die höchste Erhebung des Dorfes erreicht wird. Im Osten wird dieser Vorsprung vom Taleinschnitt des Ruisseau de Gailley begrenzt. Weiter im Osten schließt sich die Hochfläche des Charaumont (bis 320 m) an. In geologisch-tektonischer Hinsicht bestehen diese Höhen aus einer Wechsellagerung von sandig-mergeligen und kalkigen Sedimenten, die zur Hauptsache während der Lias (Unterjura) abgelagert wurden.
Nachbargemeinden von Chauvirey-le-Vieil sind Chauvirey-le-Châtel im Westen und Norden, Montigny-lès-Cherlieu im Osten sowie Preigney und Cintrey im Süden.

## Geschichte
Funde aus prähistorischer Zeit weisen auf eine sehr frühe Besiedlung des Gebietes hin. Es wurden Mauerfundamente eines römischen Landgutes sowie zahlreiche Ziegelfragmente ausgegraben. Im Mittelalter gehörte Chauvirey zur Freigrafschaft Burgund und darin zum Gebiet des Bailliage d’Amont. Die Existenz der Adelsfamilie von Chauvirey ist seit dem 11. Jahrhundert belegt. Das strategisch günstig gelegene Chauvirey-le-Vieil bildete über lange Zeit einen wichtigen Burgflecken. Im 14. Jahrhundert wurde die Herrschaft geteilt in Châtel-Dessous und Châtel-Dessus. Da die Adelsfamilie in der Folge erlosch, erfuhren die Herrschaften verschiedene Besitzerwechsel. Nahe an der burgundischen Grenze gelegen, wurde Chauvirey-le-Vieil 1674 beim Einmarsch des französischen Königs Ludwig XIV. als erste Ortschaft besetzt. Zusammen mit der Franche-Comté gelangte Chauvirey-le-Vieil mit dem Frieden von Nimwegen 1678 definitiv an Frankreich. Zu einer Gebietsveränderung kam es im Jahr 1808, als Chauvirey-le-Vieil und Chauvirey-le-Châtel zur Gemeinde Chauvirey-le-Châtel-et-Chauvirey-le-Vieil fusionierten. Seit 1845 bilden jedoch beide Ortschaften wieder eigenständige Gemeinden. Heute ist Chauvirey-le-Vieil Mitglied des 17 Ortschaften umfassenden Gemeindeverbandes Communauté de communes du Pays Jusséen.

## Sehenswürdigkeiten
Die Kirche von Chauvirey-le-Vieil wurde im 18. Jahrhundert neu erbaut. Zur Ausstattung gehören der Hauptaltar aus dem 17. Jahrhundert, drei Renaissancegemälde, ein Kruzifix aus dem 16. Jahrhundert sowie verschiedene Statuen aus dem 17. und 18. Jahrhundert.
Das Schloss wurde 1757 errichtet. Chauvirey-le-Vieil besitzt ein Museum, das alte Handwerksgeräte und Kunsthandwerk aus Holz zeigt.

## Bevölkerung
| Jahr                       | 1962 | 1968 | 1975 | 1982 | 1990 | 1999 | 2006 |
| Einwohner                  | 46   | 41   | 31   | 36   | 41   | 37   | 33   |
| Quellen: Cassini und INSEE |      |      |      |      |      |      |      |

Mit 32 Einwohnern (2007) gehört Chauvirey-le-Vieil zu den kleinsten Gemeinden des Département Haute-Saône. Nachdem die Einwohnerzahl in der ersten Hälfte des 20. Jahrhunderts deutlich abgenommen hatte (1881 wurden noch 151 Personen gezählt), wurden seit Beginn der 1970er Jahre nur noch geringe Schwankungen verzeichnet.

## Wirtschaft und Infrastruktur
Chauvirey-le-Vieil ist noch heute ein vorwiegend durch die Landwirtschaft (Ackerbau, Obstbau und Viehzucht) und die Forstwirtschaft geprägtes Dorf. Außerhalb des primären Sektors gibt es nur wenige Arbeitsplätze im Ort. Viele Erwerbstätige sind deshalb Wegpendler, die in den größeren Ortschaften der Umgebung ihrer Arbeit nachgehen.
Der Ort liegt abseits der größeren Durchgangsachsen oberhalb einer Departementsstraße, die von Vitrey-sur-Mance nach Membrey führt.